# 新ウィーン音楽院
新ウィーン音楽院（Neues Wiener Konservatorium）は、オーストリアのウィーンにある音楽大学である。1909年にテオバルト・クレッチマンによって創設された。1938年にナチス・ドイツのオーストリア併合に伴い廃校となった。

## 教員
- パウル・グレーナー
- カール・ヴァイグル
- エゴン・ヴェレス
- ハンス・ガル
- パウル・ウィトゲンシュタイン
- アルフレート・グリュンフェルト
- カール・ヴァイグル
- ハンス・ガル

## 卒業生
- ハンス・アイスラー